# Indopottia irieandoana
Indopottia irieandoana là một loài rêu trong họ Pottiaceae. Loài này được H. Akiyama mô tả khoa học đầu tiên năm 2011.